# 代數獨立
在抽象代數裡，一個體{\displaystyle L}的子集{\displaystyle S}若被稱做代數獨立於一子體{\displaystyle K}的話，表示{\displaystyle S}內的元素都不符合係數包含在{\displaystyle K}內的非平凡多項式。這表示任何以{\displaystyle S}內元素排成的有限序列{\displaystyle \alpha _{1},\cdots ,\alpha _{n}}（沒有兩個是一樣的）和任一係數包含在{\displaystyle K}的非零多項式{\displaystyle P(x_{1},\cdots ,x_{n})}，都會得到：
{\displaystyle P(\alpha _{1},\cdots ,\alpha _{n})\neq 0}
特別的是，單元素集合{\displaystyle \{\alpha \}}若是代數獨立於{\displaystyle K}的話，若且唯若{\displaystyle \alpha }會是{\displaystyle K}內的超越數或超越函數。一般而言，和於{\displaystyle K}代數獨立集合的所有元素也必然會是{\displaystyle K}內的超越數或超越函數，但反之則不必然。
舉例來說，實數{\displaystyle \mathbb {R} }的子集{\displaystyle \{{\sqrt {\pi }},2\pi +1\}}並不代數獨立於有理數{\displaystyle \mathbb {Q} }，當存在一非零多項式：
{\displaystyle P(x_{1},x_{2})=2x_{1}^{2}-x_{2}+1}
{\displaystyle x_{1}}代入{\displaystyle {\sqrt {\pi }}}和{\displaystyle x_{2}}代入{\displaystyle 2\pi +1}時會變成{\displaystyle 0}。
林德曼-魏爾斯特拉斯定理時常用做證明某些函數會代數獨立於有理數：當{\displaystyle \alpha _{1},\cdots ,\alpha _{n}}為線性獨立於有理數的代數數時，{\displaystyle {\mbox{e}}^{\alpha _{1}},\cdots ,{\mbox{e}}^{\alpha _{n}}}便會代數獨立於有理數。
現在依然沒有證明出集合{\displaystyle \{\pi ,{\mbox{e}}\}}是否代數獨立於有理數。Nesterenko在1996年證明了{\displaystyle \{\pi ,{\mbox{e}}^{\pi },\Gamma (1/4)\}}是代數獨立於有理數的。
給定一體擴張{\displaystyle L/K}，我們可以利用佐恩引理來證明總是存在一{\displaystyle L}的最大代數獨立子集於{\displaystyle K}。甚至，所有個最大代數獨立子集都會有相同的基數，稱之為此一體擴張的超越次數。